# Алексеевка (Кингисеппский район)
Алексе́евка (фин. Hovinkylä) — посёлок в Опольевском сельском поселении Кингисеппского района Ленинградской области.

## История
На карте Ингерманландии А. И. Бергенгейма, составленной по шведским материалам 1676 года, обозначена мыза Jamskovits Hoff.
На шведской «Генеральной карте провинции Ингерманландии» 1704 года — мыза Jamskovitz hof.
Мыза Ямская обозначена на карте Ингерманландии А. Ростовцева 1727 года.
Как мыза Емыквицкая она упоминается на карте Санкт-Петербургской губернии Я. Ф. Шмидта 1770 года.
На карте Санкт-Петербургской губернии Ф. Ф. Шуберта 1834 года обозначена деревня Алексеевка, состоящая из 53 крестьянских дворов, и в ней мыза Ямсковицкая.

АЛЕКСЕЕВКА — деревня принадлежит наследникам покойного генерал-адъютанта графа Шувалова, число жителей по ревизии: 166 м. п., 220 ж. п. (1838 год)

В пояснительном тексте к этнографической карте Санкт-Петербургской губернии П. И. Кёппена 1849 года она записана как деревня Howinkylä (Алексеевка) и указано количество её жителей на 1848 год: савакотов — 43 м. п., 46 ж. п., всего 89 человек, русских — 246 человек.
Деревня Алексеевка из 53 дворов обозначена на карте профессора С. С. Куторги 1852 года.

АЛЕКСЕЕВСКОЕ — деревня графа Шувалова, 10 вёрст по почтовой дороге, а остальное по просёлкам, число дворов — 69, число душ — 140 м. п. (1856 год)

АЛЕКСЕЕВКИ — деревня, число жителей по X-ой ревизии 1857 года: 131 м. п., 139 ж. п., всего 270 чел.

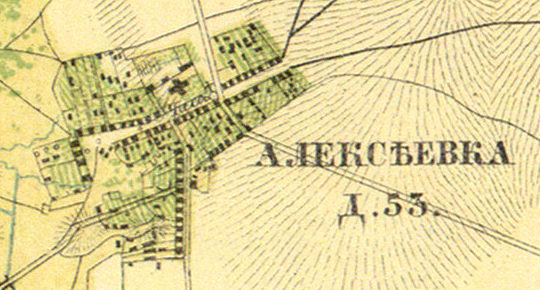
Деревня Алексеевка на карте 1860 года

Согласно «Топографической карте частей Санкт-Петербургской и Выборгской губерний» в 1860 году деревня Алексеевка насчитывала 53 двора. В центре деревни находилась часовня.

АЛЕКСЕЕВКА — деревня владельческая при колодце, число дворов — 60, число жителей: 143 м. п., 156 ж. п.; Часовня православная. (1862 год)

АЛЕКСЕЕВКИ — деревня, по земской переписи 1882 года: семей — 57, в них 121 м. п., 138 ж. п., всего 259 чел.

Сборник Центрального статистического комитета описывал деревню так:

АЛЕКСЕЕВКА — деревня бывшая владельческая, дворов — 50, жителей — 253. Часовня, лавка. (1885 год)

По земской переписи 1899 года:

АЛЕКСЕЕВКИ — деревня, число хозяйств — 55, число жителей: 131 м. п., 155 ж. п., всего 286 чел.;
 разряд крестьян: бывшие владельческие; народность: русская — 216 чел., финская — 36 чел., эстонская — 19 чел., смешанная — 15 чел.

В конце XIX — начале XX века деревня административно относилась к Ополицкой волости 1-го стана Ямбургского уезда Санкт-Петербургской губернии. Население деревни было смешанным — финско-эстонско-русским.
С 1917 по 1923 год деревня Алексеевка входила в состав Запольского сельсовета Ополицкой волости Кингисеппского уезда.
С 1923 года в составе Ястребинской волости.
С 1924 года в составе Алексеевского сельсовета.
Согласно данным переписи населения СССР 1926 года в деревне Алексеевка проживали 287 человек, большинство русские, а также финны и эстонцы.
С февраля 1927 года в составе Кингисеппской волости. С августа 1927 года в составе Кингисеппского района.

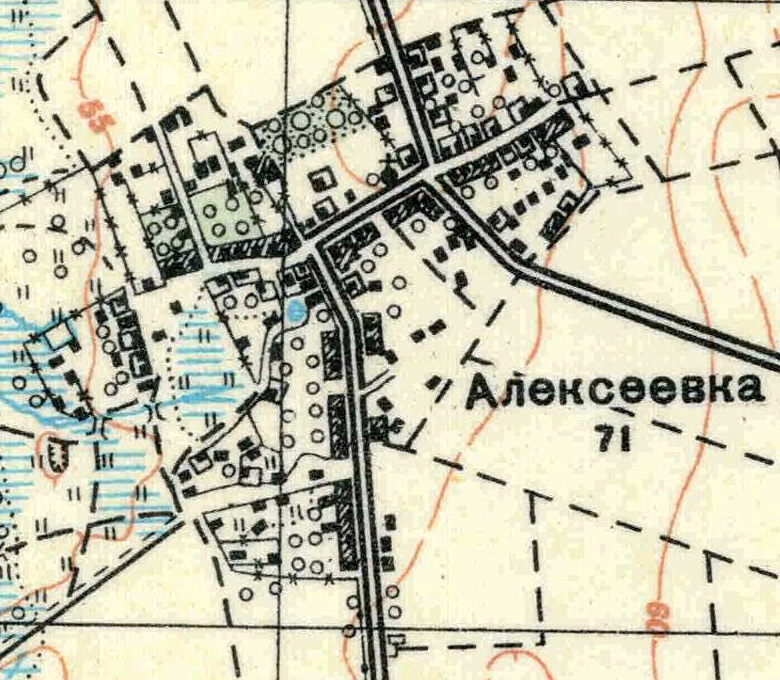
План деревни Алексеевка. 1930 год

Согласно топографической карте 1930 года деревня насчитывала 71 двор. В центре деревни находилась часовня.
По данным 1933 года деревня Алексеевка входила в состав Алексеевского сельсовета Кингисеппского района с административным центром в селе Ополье.
Деревня была освобождена от немецко-фашистских оккупантов 31 января 1944 года.
С 1954 года в составе Опольевского сельсовета.
В 1958 году население деревни Алексеевка составляло 646 человек.
По данным 1966 года в составе Опольевского сельсовета находились деревня Алексеевка, а также смежный с ней посёлок Алексеевский Завод.
По данным 1973 и 1990 годов в состав Опольевского сельсовета входил посёлок Алексеевка.
В 1997 году в посёлке Алексеевка проживали 629 человек, в 2002 году — 583 человека (русские — 89 %), в 2007 году — 630.

## География
Посёлок расположен в западной части района на автодороге А180 (E 20) (Санкт-Петербург — Ивангород — граница с Эстонией) «Нарва».
Расстояние до административного центра поселения — 5 км.
Расстояние до ближайшей железнодорожной станции Кёрстово — 1 км.

## Демография
| 1838 | 1848 | 1857 | 1862 | 1882 | 1885 | 1899 |
| ---- | ---- | ---- | ---- | ---- | ---- | ---- |
| 386  | ↘335 | ↘270 | ↗299 | ↘259 | ↘253 | ↗286 |
| 1997 | 2007 | 2010 | 2017 |      |      |      |
| ↗629 | ↗630 | ↘479 | ↗643 |      |      |      |

### Национальный состав
Согласно данным Всероссийской переписи населения 2021 года в посёлке проживали 638 человек, из них:
 русские — 562, узбеки — 30, армяне — 7, азербайджанцы — 4, таджики — 4, белорусы — 3, украинцы — 2, казахи — 1, мордва-эрзя — 1, другие национальности — 7 человек, остальные национальность не указали.

## Улицы
Ветеранов, Железнодорожная, Заводская, Зелёная, Котельский тракт, Лесная, Малая, станция Керстово 142 км, Ямбургская.